# 胡进
胡进（1955年—），辽宁鞍山人，中国男子排球运动员、教练，中国国家女子排球队前主教练，曾带领中国女排参加2000年夏季奥运会女子排球比赛，最终获得第5名。妻子是排球运动员张蓉芳。